# Lyon (Familienname)
Lyon ist der Familienname folgender Personen:

## Namensträger
- Amber Lyon (* 1982), US-amerikanische Journalistin und Fotografin
- Andrew Lyon, kanadischer Biathlet
- Annabel Lyon (* 1971), kanadische Schriftstellerin
- Anne-Catherine Lyon (* 1963), Schweizer Politikerin
- Anne Mazarine Victoria Lyon (* 1994), deutsche Teilchenphysikerin
- Arthur Lyon (1876–1952), US-amerikanischer Fechter
- Asa Lyon (1763–1841), US-amerikanischer Politiker
- Ben Lyon (1901–1979), US-amerikanischer Schauspieler
- Bryce Lyon (1920–2007), US-amerikanischer Historiker
- Caleb Lyon (1822–1875), US-amerikanischer Politiker
- Cameron Lyon († 2018), australischer Architekt
- Carlos Aldunate Lyon SJ (1916–2018), chilenischer römisch-katholischer Priester, Hochschullehrer und Autor
- Cecil Lyon (1903–1993), US-amerikanischer Diplomat
- Chittenden Lyon (1787–1842), US-amerikanischer Politiker
- Claude Bowes-Lyon, 14. Earl of Strathmore and Kinghorne (1855–1944), schottischer Adliger, Großvater von Königin Elisabeth II.
- Corneille de Lyon († 1574), niederländisch-französischer Maler
- Danny Lyon (* 1942), US-amerikanischer Fotograf und Dokumentarfilmer
- David Lyon (* 1948), schottischer Soziologe
- Elizabeth Bowes-Lyon (1900–2002), britische Adelige, Mutter von Königin Elisabeth II.
- Francis D. Lyon (1905–1996), US-amerikanischer Filmregisseur und Filmeditor
- Francis Strother Lyon (1800–1882), US-amerikanischer Politiker
- George Lyon (Politiker, 1790) (1790–1851), kanadischer Politiker
- George Lyon (Golfspieler) (1858–1938), kanadischer Golfspieler
- George Lyon (Politiker, 1956) (* 1956), schottischer Politiker
- George Lyon (Eishockeyspieler) (* 1984), südafrikanischer Eishockeyspieler
- George Ella Lyon (* 1949), US-amerikanische Schriftstellerin
- George Francis Lyon (1795–1832), britischer Entdecker
- George Hamilton D’Oyly Lyon (1883–1947), britischer Admiral und Cricketspieler
- Harold C. Lyon (1935–2019), US-amerikanischer Wissenschaftler, Didaktiker, Psychologe und Autor
- Hilda Lyon (1896–1946), britische Ingenieurin
- Homer L. Lyon (1879–1956), US-amerikanischer Politiker
- James Frederick Lyon (1775–1842), britischer Generalleutnant und Gouverneur von Barbados
- Jimmy Lyon (Pianist) (1921–1984), US-amerikanischer Jazz-Pianist
- Jimmy Lyon (Gitarrist) (* 1955), US-amerikanischer Rock-Gitarrist
- John Lyon-Dalberg-Acton, 3. Baron Acton (1907–1989), britischer Peer
- Jonathan Lyon (* 1974), amerikanischer Historiker
- Liese Lyon (* 1973), österreichische Schauspielerin
- Lisa Lyon (1953–2023), amerikanische Bodybuilderin und Fotomodel
- Lucius Lyon (1800–1851), US-amerikanischer Politiker
- Marcus Ward Lyon (1875–1942), US-amerikanischer Pathologe, Parasitologe und Zoologe
- Mary Lyon (1797–1849), US-amerikanische Pädagogin und Frauenrechtlerin
- Mary Frances Lyon (1925–2014), englische Genetikerin
- Matthew Lyon (1749–1822), US-amerikanischer Politiker
- Michael Bowes-Lyon, 18. Earl of Strathmore and Kinghorne (1957–2016), britischer Politiker und Heeresoffizier
- Nathaniel Lyon (1818–1861), US-amerikanischer General der Unionsarmee
- Nelson Lyon († 2012), US-amerikanischer Autor
- Nick Lyon (* 1970), US-amerikanischer Regisseur und Drehbuchautor
- Otto Lyon (1853–1912), deutscher Pädagoge
- Patrick Lyon, 1. Lord Glamis (1402–1459), schottischer Adliger und Höfling
- Patrick Bowes-Lyon (1863–1946), britischer Tennisspieler
- Percy Hugh Beverley Lyon (1893–1986), britischer Pädagoge und Schriftsteller
- Phyllis Lyon (1924–2020), US-amerikanische Journalistin und lesbische Aktivistin
- Richard Lyon (1939–2019), US-amerikanischer Ruderer
- Richard A. Lyon (1914–1994), US-amerikanischer Fotograf
- Richard Lyon-Dalberg-Acton, 2. Baron Acton (1870–1924), britischer Peer und Diplomat
- Richard Lyon-Dalberg-Acton, 4. Baron Acton (1941–2010), britischer Peer und Politiker
- Robert Lyon (1789–nach 1863), britischer Siedler in Australien
- Rosa Lyon (* 1979), österreichische Journalistin und Fernsehmoderatorin
- Sterling Lyon (1927–2010), kanadischer Jurist und Politiker
- Sue Lyon (1946–2019), US-amerikanische Schauspielerin
- Ursula Lyon (* 1928), Yogalehrerin und buddhistische Meditationslehrerin in der Theravada-Tradition
- Walter Lyon (1853–1933), US-amerikanischer Politiker
- Wilchard von Lyon († 1112), lateinischer Dichter
- William A. Lyon (1903–1974), US-amerikanischer Filmeditor
- William C. Lyon (1841–1908), US-amerikanischer Politiker
- Willie Lyon (1912–1962), englischer Fußballspieler